# Dendrophyllia oldroydae
Dendrophyllia oldroydae är en korallart som beskrevs av H. Oldroyd 1924. Dendrophyllia oldroydae ingår i släktet Dendrophyllia och familjen Dendrophylliidae. Inga underarter finns listade i Catalogue of Life.